# Gymnopilus marticorenai
Gymnopilus marticorenai là một loài nấm thuộc họ Cortinariaceae.